# Лоби Старз
«Лоби Старз» (англ. Lobi Stars Football Club) — нигерийский футбольный клуб из Макурди. Ранее выступал под названиями «Лоби Банк» («Lobi Bank»), «ББЛ Хоукс» («BBL Hawks») и «Хоукс» («Hawks»). Играет в Премьер-лиге Нигерии. Домашние матчи проводит на стадионе «Апер Аку», вмещающем 15 000 зрителей. В сезоне 2012 клуб провёл несколько матчей на стадионе «Олд Пэрэйд Граунд» в Абудже.

## История
«Лоби Старз» был основан в 1981 году. В 1999 чемпионат Нигерии проводился в новом формате — команды, занявшие по итогам регулярного сезона места с 1 по 4, разыгрывали чемпионское звание, проводя по одному матчу между собой. «Лоби Старз», только что вышедший в Премьер-лигу и закончивший сезон четвёртым, в финальном турнире набрал 5 очков и стал чемпионом Нигерии. В 2003 году клуб стал обладателем кубка Нигерии, в финале победив «Шаркс» из Порт-Харткорта. В 2005 году «Лоби Старз» вновь дошли до решающего матча Кубка, но на этот раз уступили «Энугу Рейнджерс» в серии пенальти. В августе 2009 года правительство штата Бенуэ объявило о прекращении финансирования и передаче клуба в частную собственность.

## Достижения
- Чемпион Нигерии — 1 (1999)
- Обладатель Кубка Нигерии — 1 (2003)
- Обладатель Суперкубка Нигерии — 1 (1999)

## Международные соревнования
- Лига чемпионов КАФ: 1

2000 — Групповой этап
- Кубок Конфедерации КАФ: 2

2004 — Второй раунд
2006 — Второй раунд
- Западно-африканский кубок: 1

2010 — Первый раунд